# Noasca
Noasca (piemonti nyelven Noasca, frankoprovanszálul Novaska) egy olasz község a Piemont régióban, Torino megyében.

## Elhelyezkedése
A Valle dell'Orcóban (Orco-völgy) fekszik, a Gran Paradiso déli lejtőin. Területének egyes részei 4000 méter tengerszint feletti magasságnál is magasabban fekszenek.